# Anthony James Leggett
Anthony James Leggett (London, 26. ožujka 1938.), britansko-američki fizičar. Profesor na Sveučilištu Illinois. Bavi se teorijskom fizikom, posebno fizikom niskih temperatura. Godine 2003. dobio je Nobelovu nagradu za fiziku za pionirski rad na suprafluidnosti; nagradu je podijelio s A. A. Abrikosovom i V. L. Ginzburgom, koji su dobili to priznanje za objašnjenje rada supravodiča drugoga reda. U oba slučaja riječ je o sustavima koji se pojavljuju u uvjetima dalekima od svakodnevnog iskustva (niskotemperaturni kvantni učinci). U tim je uvjetima Leggett teorijski objasnio suprafluidno ponašanje helijeva izotopa 3He.

## Supravodljivost
Supravodljivost je stanje pojedinih tvari koje se na niskim temperaturama očituje u nestanku njihova električnoga otpora, prolasku električne struje kroz tanku izolatorsku barijeru unutar njih bez električnoga otpora (Josephsonov učinak - Brian Josephson) i lebdenju magneta iznad njihove površine (Meissnerov učinak - Walther Meissner). Supravodǉivost je kvantnomehanička pojava i ne može se objasniti klasičnom fizikom. Tipično nastaje u nekim materijalima na jako niskim temperaturama (nižim od -200 °C).

### Suprafluidnost
Suprafluidnost je stanje ukapljenoga helija koje se očituje gibanjem tekućine bez trenja na ekstremno niskoj temperaturi uz očuvana adhezijska svojstva. Otkrio ju je 1937. Pjotr Leonidovič Kapica, a neovisno o njem otkrili su ju iste godine Donald Misener i John Frank Allen proučavajući pojave do kojih dolazi kada se helij ohladi na temperaturu nižu od 2.17 K. Ako se na primjer u suprafluidni helij djelomično uroni prazna posuda, po njezinim će se stijenkama u tankom sloju (do 30 nm) helij penjati i spuštati u posudu sve dok se razina helija u posudi ne izjednači s razinom okolnoga helija; ako se kapilarna cjevčica jednim krajem uroni u suprafluidni helij i osvijetli, na njezinu će gornjem kraju istjecati helij poput vodoskoka visoka do 10 centimetara (takozvani učinak vodoskoka). Danska fizičarka Lena Hau uspjela je 1999. u suprafluidu usporiti svjetlost do brzine 17 m/s, a 2001. uspjela ju je zaustaviti.
Helijevi izotopi 4He i 3He imaju različita suprafluidna stanja, a zbog različitoga broja neutrona u atomskoj jezgri (različitog spina) pripadaju različitim statistikama (kvantna statistika). Izotop helija 4He, sa spinom 0, je bozon, podvrgava se Bose-Einsteinovoj statististici, ukapljuje se na 4.2 K i prelazi u suprafluidno stanje na temperaturi 2.17 K, a izotop 3He, sa spinom 1/2, podvrgava se Fermi-Diracovoj statististici, ukapljuje se na 3.19 K, postaje suprafluidan na temperaturi 2.6 mK i ima dva različita suprafluidna stanja. 
Teorijski doprinos tumačenju suprafluidnosti helijeva izotopa 4He prvi su dali Laszlo Tisza i Lev Davidovič Landau 1941. u dvokomponentnom modelu s kvazičesticama fononima i rotonima, a kvantnomehanički ju je nadogradio Richard Feynman. Objašnjenje suprafluidnosti izotopa 3He uklopilo se u poopćenu BCS-teoriju (supravodljivost). Postizanje suprafluidnosti još je vrlo skupo zbog potrebnih izuzetno niskih temperatura i iznimne čistoće helija, pa se primjenjuje uglavnom u znanstvenim istraživanjima, na primjer pri proučavanju pojedinačnih molekula plina u suprafluidu, gdje se one zbog nedostatka trenja gibaju potpuno slobodno; za održavanje osjetljivih mjernih instrumenata ili dijelova instrumenata na niskoj temperaturi (u astronomskom satelitu za opažanje infracrvenoga zračenja, IRAS, koji je lansiran 1983., s pomoću 720 litara suprafluidnoga helija instrumenti se čuvaju na temperaturi 1.6 K). U širem smislu stanje elektrona u supravodiču također je suprafluidno.

#### Fonon
Fonon, u fizici čvrstog stanja, je kvant energije mehaničkih vibracija u čvrstom tijelu. Uveden je po analogiji s fotonom (kvantom elektromagnetskoga titraja), primjenom zakona kvantne mehanike na mehaničke titraje. Koncepcija fonona kao uvedene kvantnomehaničke veličine prikladna je pri istraživanjima širenja zvuka u čvrstom tijelu, vođenja topline, toplinskoga kapaciteta, raznih električnih učinaka u poluvodičima, te pri disperziji rendgenskoga zračenja i neutrona u kristalima (magnon).